# Чамраджнагар
Чамраджна́гар (англ. Chamarajanagar) — город в индийском штате Карнатака. Административный центр округа Чамраджнагар. Средняя высота над уровнем моря — 661 метр. По данным всеиндийской переписи 2001 года, в городе проживало 60 810 человек, из которых мужчины составляли 51 %, женщины — соответственно 49 %. Уровень грамотности взрослого населения составлял 60 % (при общеиндийском показателе 59,5 %). Уровень грамотности среди мужчин составлял 65 %, среди женщин — 54 %. 12 % населения было моложе 6 лет.